# 卡尔·尤利乌斯·佩勒布

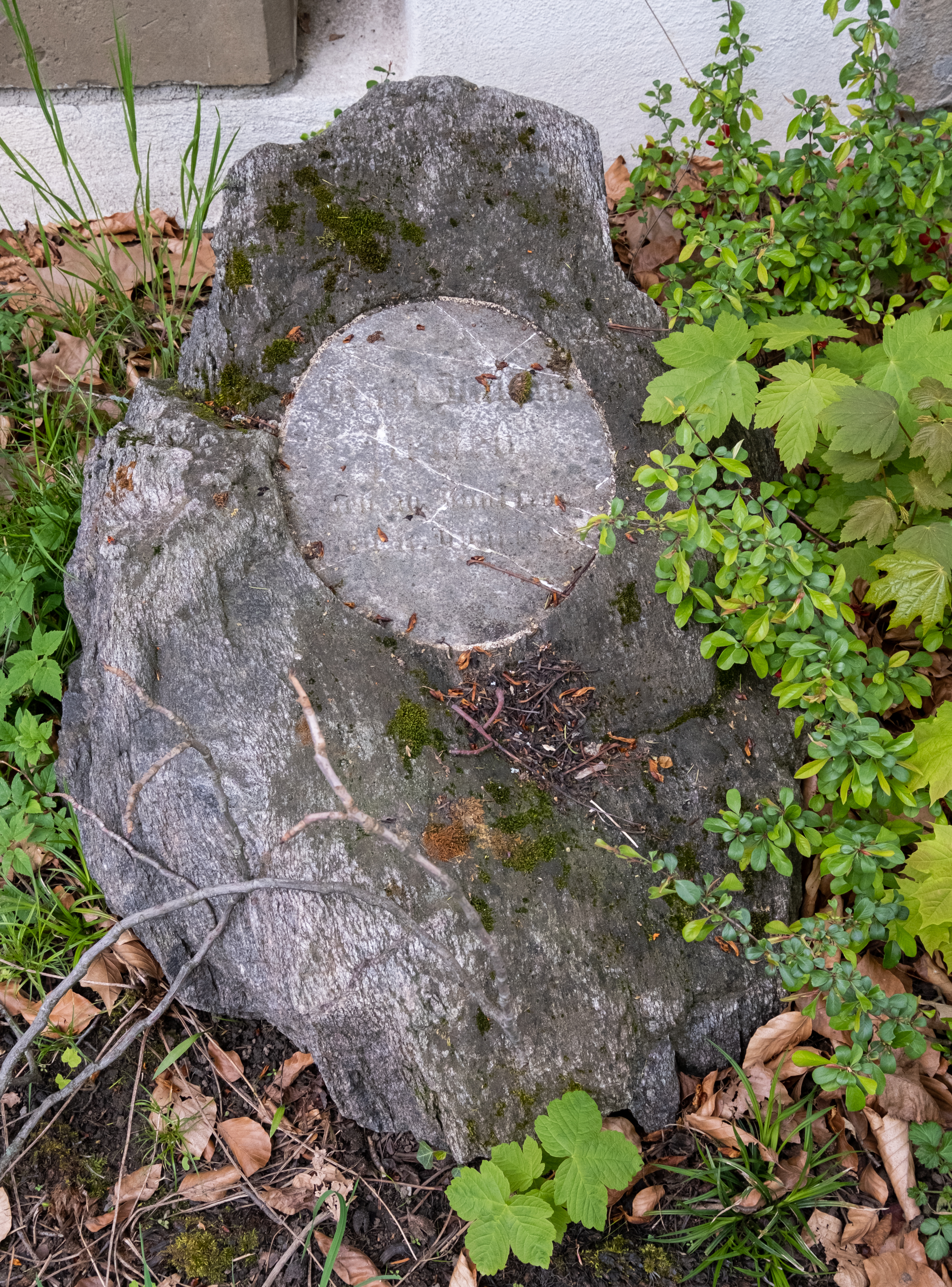
卡尔·尤利乌斯·佩勒布的墓碑，位于布列斯高的弗莱堡旧公墓

卡尔·尤利乌斯·佩勒布（德語：Karl Julius Perleb）（1794年5月20日—1845年6月11日）是德国植物学家。 
他出生于康斯坦茨，1809年到弗莱堡大学就学，1811年获得哲学博士学位，1815年获得医学博士学位，然后在维也纳短嶄停留，1818年獲得特許任教資格，返回弗莱堡大学做博士后研究，以后一直在弗莱堡大学工作，1821年成为自然历史副教授，1823年，成为正教授，1826年，被聘任为弗莱堡植物园园长，1838年，成为弗莱堡大学校长。最终在弗莱堡逝世。